# Charles de Rouvroy de Saint-Simon
Pour les autres membres de la famille, voir Maison de Rouvroy de Saint Simon.
Pour les articles homonymes, voir Saint-Simon.
Charles de Rouvroy (19 avril 1601 - 25 janvier 1690), marquis de Saint-Simon, est un noble français du XVIIe siècle. 

## Biographie
Il est le frère aîné de Claude de Rouvroy (1607-1693), duc de Saint-Simon, duquel il est resté proche tout au long de sa vie.
Il est d'abord capitaine du château de Chantilly (de 1632 à 1643, puis de 1654 à 1659). Il achète en juin 1633 la seigneurie de La Versine, située sur les rives de l’Oise entre Chantilly et Creil et en prend possession en mars 1635. Il est ensuite chevalier des Ordres du roi (mai 1633), puis seigneur de Pont-Sainte-Maxence (1634). Il se marie le 11 septembre 1634 avec Louise de Crussol. Ce mariage, que tout le premier cercle de la royauté avait approuvé, lui a apporté une dot de 261 000 lt.
Il est ensuite lieutenant général des armées du roi, gouverneur et bailli de Senlis (1634, 1663), puis seigneur de Plessis-Choisel (1644), marquis de Saint-Simon (avant 1655), et maître des Eaux et forêts de Senlis (1661).
On a de lui jeune un portrait gravé.
Dans les années 1650, il protège le chanteur Bertrand de Bacilly, maître de chant, compositeur et auteur de la première méthode française de chant. Bacilly avait obtenu le bénéfice de la chapelle Saint-Eustache de La Versine, une des terres de Charles de Rouvroy. À la même époque, Pierre de Nyert, ami et probablement collaborateur occulte de Bacilly, est protégé par Claude de Rouvroy de Saint-Simon, le frère de Charles.
À la mort de Charles, survenue sans héritiers, le château de La Versine est saisi par un syndicat de créanciers et la seigneurie finalement rachetée par Henri Jules de Bourbon-Condé, fils du Grand Condé en 1694 pour être intégrée à son domaine de Chantilly.

## Armoiries
Écartelé, aux 1 et 4, parti, a, échiqueté d'or et d'azur, au chef d'azur, chargé de trois fleurs-de-lis d'or (de Vermandois), b, de sable, à la croix d'argent chargé de cinq coquilles de gueules (de Rouvroy) ; aux 2 et 3 d'or à la fasce de gueules (Havesquerke-Rasse) ; sur le tout losangé d'argent et de gueules, à un chef d'or (de Précy).. Supports : un homme et une femme sauvages au naturel de sinople, tenant chacun un guidon, l'un des armes de Vermandois, l'autre de celles de Havesquerke-Rasse. Cimier : un sauvage de même, tenant du bras droit une masse levée et de l'autre un bouclier.

## Distinctions
- chevalier des ordres du roi (1633)